# Bela luknja
Béla lúknja je v astrofiziki domnevno zelo masivno nebesno telo, katerega obstoj je zelo vprašljiv. Gre za zrcalno sliko črne luknje, s to razliko, da črna luknja posrka vse, medtem ko bela luknja vse izvrže. Tega ne stori v trenutku, kakor se »rodi« črna luknja (pri zelo masivnih zvezdah), ampak postopoma, ko se v spirali oddaljuje od prvotnega telesa. Snov okrog bele luknje po energijskem obsegu močno presega energijo običajnih zvezd - na področju, ki je veliko kot naše Osončje, se nahaja masa in s tem energija več milijard sonc, kar je nekako tako, kot bi imelo telo absolutni izsev celotne galaksije. Pri belih luknjah čas teče v nasprotni smeri kot pri črnih luknjah. Bele luknje morajo imeti sestrske črne luknje in morda kršijo drugi zakon termodinamike.
Ta astronomska telesa so izstopne točke popotnikov, ki premagujejo astronomske razdalje s pomočjo črnih lukenj, in se jim uspe izogniti neprehodni steni gravitacijske singularnosti in s tem v vzporedno Vesolje ali v zelo oddaljeni predel Vesolja. Ta telesa imajo po fizikalnih značilnostih določene vzporednice s kvazarji in kroglastimi kopicami. Mogoče bodo kmalu ta telesa potrdile nove fizikalne enačbe in modeli in bodo v marsičem obrnili na glavo naše razumevanje sveta, kot sta ga Einsteinova splošna teorija relativnosti, Heisenbergovo načelo nedoločenosti in kvantna teorija. Zanimiva pa je tudi teorija o superstrunah. Morda so kvazarji bele luknje in ne supermasivne črne luknje.
Bele luknje lahko nastanejo, če se sesede zvezda, ki jo sestavlja antimaterija.
Lahko bi tudi rekli, da so kvazarji robne bele luknje, tisti robni pogoj brez roba, ki ga je omenjal Hawking, ki trdi, da roba pravzaprav sploh ni. Vesolje bi se v grobem dalo primerjati z milnimi mehurčki. Membrane so robni pogoj gostih, a manjših, in mlajših vesolij.
Masa belih lukenj se da primerjati s supermasivnimi črnimi luknjami, ki domujejo v središčih supermasivnih galaksij. Ko takšna supermasivna črna luknja preseže določeno maso, se vzpostavi povezava z oddaljeno prostorsko-časovno točko, ki je lahko celo vhod v novonastalo mlado vesolje z zametki vseh informacij in fizikalnih konstant, ki jih je imelo predhodno vesolje. So neke vrste večrazsežnostna kopija našega Vesolja, vendar pa lahko imajo povsem drugačne razmere, zgodovine, in morda celo smer časa.
V obravnavi črnih lukenj poenotene teorije, ki združuje gravitacijo in kvantno mehaniko, kot je npr. zančna kvantna gravitacija (LQG), sta Haggard in Rovelli z Univerze Aix-Marseille pokazala, da se lahko črne luknje prek kvantnega procesa preobrazijo v bele luknje.